# La Brindille
Pour plus de détails, voir Fiche technique et Distribution.
La Brindille est un film français réalisé par Emmanuelle Millet, sorti en 2011.

## Synopsis
Sarah a 19 ans. Elle est stagiaire dans un musée à Marseille où elle espère être prochainement titularisée et habite un foyer de jeunes travailleurs. Jeune femme solitaire, elle est heureuse de cette vie. Un évanouissement dans les escaliers du musée alors qu'elle porte une toile  va brutalement mettre fin à cela : le musée ne l'embauche plus, sans travail, elle doit quitter son foyer, et surtout, alors que rien dans son corps ne l'aurait laissé imaginer, elle apprend qu'elle est enceinte de six mois. Elle a fait un déni de grossesse et ne peut plus avorter. 
Le film la suit jusqu'aux premiers jours de sa fille Rose, montrant les choix et l'évolution que cette grossesse inattendue va l'amener à connaître.

## Fiche technique
- Réalisation : Emmanuelle Millet
- Scénario : Emmanuelle Millet
- Photographie : Antoine Héberlé
- Montage : Emmanuelle Castro et Anny Danché
- Décors : Carine Levoyer
- Directeur de production : Yvon Crenn
- Costumes : Sylvie Gautrelet
- Son : Sylvain Malbrant
- Musique : Christophe Julien
- Supervision musicale : My Melody
- Société de production : Thelma Films
- Société de distribution : Ad Vitam
- Format : Technicolor - 1,85:1 -  35 mm - son  Dolby Digital
- Genre : drame
- Durée : 81 min
- Pays de production :  France
- Date de sortie : France : 21 septembre 2011

## Distribution
- Christa Theret : Sarah
- Johan Libéreau : Thomas
- Maud Wyler : Julie
- Anne Le Ny : Sonia
- Laure Duthilleul : la responsable du planning familial
- Nina Meurisse : la sage femme accouchement
- Cyril Gueï : L'obstétricien
- Nicolas Marié : le médecin échographe
- Myriam Bella : Leila
- Émilie Chesnais : Marie
- Albert Dupontel (non crédité mais remercié au générique) : le directeur du musée
- Antoine Jalaber  ( non crédité) le professeur lors de l'examen

## Distinctions

### Récompenses
- Festival Jean Carmet 2011 :  Prix du public pour Johan Libéreau pour le meilleur second rôle masculin

### Nominations
- César 2012 : section César du meilleur espoir féminin
- Festival Angoulême 2011 : section Valois d'Or et Valois Magelis
- Festival de la Ciotat 2012 : Section longs métrages
- Festival Jean Carmet 2011 :  section compétition second rôle féminins